# Port lotniczy Barahona-Maria Montez
Port lotniczy Barahona-Maria Montez – międzynarodowy port lotniczy położony w mieście Barahona. Jest jednym z największych portów lotniczych w Dominikanie.

## Linie lotnicze i połączenia
- Aerolíneas Mas (Santo Domingo-La Isabela)
- M&N Aviation (San Juan)